# Yttre Sandtjärnen
Yttre Sandtjärnen är en sjö i Älvsbyns kommun i Norrbotten och ingår i Piteälvens huvudavrinningsområde.